# عری القبلی عدوان
عری القبلی عدوان (به عربی: عری القبلی عدوان) یک روستا در سوریه است که در ناحیه محمبل واقع شده‌است. عری القبلی عدوان ۱٬۹۷۶ نفر جمعیت دارد.